# Christel Niederstenschee
Christel Niederstenschee (* 1946) ist eine deutsche Schauspielerin.

## Leben
Christel Niederstenschee hatte zwei Jahre privaten Schauspielunterricht. In den 1980er Jahren war sie Mitbegründerin und langjährige Leiterin der Spessartbühne in Mespelbrunn, an der sie auch heute noch spielt und als Regisseurin tätig ist.
Seit Ende der 1990er Jahre arbeitet Christel Niederstenschee gelegentlich vor der Kamera, so war sie in einigen Tatort-Folgen oder in Serien wie Ritas Welt, Ein Fall für zwei oder Löwenzahn zu sehen. 1999 besetzte Carsten Strauch sie in seinem Kurzfilm Nachbarn, der beim OpenEyes Filmfest Marburg den 2. Platz und das Prädikat "besonders wertvoll" erhielt. Niederstenschee gehörte außerdem in vielen Folgen zum Damenkränzchen um Ralph Morgenstern in dessen ZDF-Reihe Kaffeeklatsch. Unter anderem wirkte sie dort in der allerersten, am 7. Oktober 1995 ausgestrahlten Ausgabe mit.
Christel Niederstenschee ist darüber hinaus in der Werbung tätig und auf einer CD mit Sagen und Märchen aus dem Spessart zu hören. Sie lebt in Weibersbrunn.

## Filmografie
- 1997–2002: Kaffeeklatsch (diverse Folgen)
- 1998: Tatort – Gefährliche Zeugin
- 1999: Polizeiruf 110 – Kleiner Engel
- 1999: Lukas – Die Galavorstellung
- 1999: Nachbarn (Kurzfilm)
- 1999: Tatort – Der Tod fährt Achterbahn
- 2000: Das Taschenorgan (Kurzfilm)
- 2000: Tatort – Mord am Fluss
- 2001: Ein Fall für zwei – Tödliche Schnappschüsse
- 2001: Tatort – Unschuldig
- 2002: Kiss and Run
- 2002: Ritas Welt – Happy Birthday
- 2003: Fliege kehrt zurück
- 2004: Tatort – Janus
- 2006: Ein Fall für zwei – Blutige Liebesgrüße
- 2007: Ein Teufel für Familie Engel
- 2007: Partnertausch
- 2008: Alles was recht ist
- 2008: Löwenzahn – Buch – Rettung auf den letzten Seiten

## Veröffentlichungen
- Sagen und Märchen aus dem Spessart, erzählt von Christel Niederstenschee, Spessartverlag, Mömbris-Daxberg, ohne Jahresangabe